# Libel·lúlids
Els libel·lúlids (Libellulidae) són una família d'odonats anisòpters, la més àmplia del món. De vegades, es considera que conté les famílies Corduliidae (com a subfamília Corduliinae) i Macromiidae (com a subfamília Macromiinae). Encara que totes dues s'exclouen, encara resta una família d'un miler d'espècies. Amb una distribució gairebé mundial, constitueixen pràcticament amb total certesa les libèl·lules més sovint vistes pels éssers humans.
El gènere Libellula pobla sobretot el nou món, però també presenta un dels pocs odonats en perill d'extinció del Japó, Libellula angelina. Molts dels membres d'aquest gènere presenten brillants colors o tenen ales amb bandes. El gènere emparentat Plathemis inclou les libèl·lules conegudes. El gènere Celithemis conté diverses espècies brillantment acolorides del sud dels Estats Units. Els membres del gènere Sympetrum poden trobar-se gairebé pertot, excepte a Austràlia. Diverses espècies de l'hemisferi austral en els gèneres Trithemis i Zenithoptera són especialment belles. Altres gèneres comuns són Tramea i Pantala.
Els libel·lúlids tenen nimfes de cos robust amb el llavi inferior o labium convertit en una òrgan desplegable, situat en la part inferior del cap, dit màscara, amb el qual captura les preses.